# Ланча Артена
Ланча Артена е автомобил, представен от италианския автомобилен производител Ланча през 1931.

## История
Името на автомобила произхожда от древен град, погълнат от вулкан. Моделът е конструиран от инженерите на компанията. Винченцо Ланча е възлагал големи надежди на него, но е имал съмнения дали ще достигне я успех на предшественика си Ланча Ламбда. Моделът се отличава с качество надеждност и забележителния нисък разход по онова време спрямо конкурентите му.

## Конструкция
Върху шасито на Ламбда е удължена базата на автомобила. Основата за двигателя и краищата на шасито са подсилени чрез подсилено основи. Премахнати са някои елементи, които не играят съществена роля в сигурността на автомобила. При позицията на стоене при водача е разположено скеле във формата на буквата X. Към мостовете е прикрепена нова система за намаляване на вибрациите при пътуване.

## Ланча Артена военен автомобил
Качеството на автомобила, надеждността и представителния му вид го правят много популярен в бизнес средите. Моделът е използван като представителен автомобил на много генерали и лидери на организации във Фашистка Италия. Въпреки предвоенното състояние автомобилът е печелил симпатии от много чужденци от Великобритания и Франция. Германските офицери са впечатлени от автомобила и в негово лице виждат една достойна алтернатива на Мерцедес Бенц. Десетки автомобили са били доставени и за Нацистка Германия. Каросерията на автомобила е Виоти.

## Ланча Артена на пистата
- 11 май 1947: Фонтеведже-Перуджа
- 22 август 1948: Месина-Коле Сан Риццо
- 18 септември 1949: Риети-Термелино

## Производство
От завода в Торино между 1931 и 1942 г. са произведени 5567 автомобила.